# Витвицький Павло Степанович
Павло Степанович Витвицький (також Витвицький-Василькович; 27 січня 1912, с. Витвиця, Івано-Франківська область — 27 листопада 1942, біля с. Ягільниця, Тернопільська область) — український греко-католицький священник, громадський діяч.

## Життєпис
Павло Витвицький народився 27 січня 1912 року в селі Витвиця Долинського повіту (нині Витвицької громади Калуського району Івано-Франківської области) в багатодітній родині. Походив із давнього шляхетського роду гербу Сас.
Неабиякий вплив на формування особистості та його вибір стати священником, мав парох с. Витвиці Микола Дерлиця.
Приватно навчався у сільського вчителя Михайла Волковецького. Закінчив Приватну коедукаційну гімназію «Рідна школа» імені Івана Франка (1930), Львівську та Станиславівську духовні семінарії (1935).
17 червня 1935 року рукоположений єпископом-помічником Станиславівським, доктором богослов'я Преосвященним Кир Йоаном Лятишевським на священника, прийняв целібат та відслужив свою першу літургію в родинному селі. 31 липня 1935 року призначений сотрудником, а 7 травня 1937 року став парохом в с. Жаб'ї-Слупейці (нині смт Верховина).
Підтримав ідею відновлення Української держави, проголошену Актом 30 червня 1941 року. Активно допомагав ОУН. У 1942 році до Національного музею народного мистецтва Гуцульщини та Покуття імені Й. Кобринського подарував колекцію творів гуцульського народного мистецтва XVIII — початку ХХ ст.
12 лютого 1942 року був заарештований гестапівцями, а 27 листопада розстріляний разом з 52 в'язнями біля с. Ягільниці на Тернопільщині.
Перепохований 19 листопада 2017 року разом із іншими жертвами Ягільницької трагедії на цвинтарі по вул. Степана Бандери в м. Чорткові.

## Вшанування пам'яті
19 лютого 2022 року на фасаді церкви святого Івана Богослова в с. Витвиця було відкрито та освячено пам'ятну таблицю на честь о. Павла Витвицького.